# Флора Беларуси
Флора Беларуси — совокупность видов растений, исторически сложившаяся на территории Беларуси.
.
Беларусь находится в западной части Нечернозёмной полосы Восточно-Европейской равнины. Климатические, геоморфологические и почвенно-гидрологические условия на её территории неоднородны. В современном растительном покрове Беларуси насчитывается около 1600 высших растений. Среди них выделяют плауны (Lycopodiophyta), хвощи (Equisetopsida), папоротники (Pteridophyta), голосеменные (Gymnospermae), покрытосеменные (Magnoliophyta). Видовое разнообразие включает около 1000 грибов, 350 лишайников и 400 мхов.

## Особенности современной флоры
Современная флора Беларуси географически и генетически связана с различными природно-историческими областями, климатическими зонами и материками земного шара. В белорусской флоре существуют горно-европейские виды (купальник горный (Arnica montana), чинна горная (Lathyrus linifolius), лук медвежий (Allium ursinum)), тундровые арктические виды (ива лапарская (Salix lapponum), берёза карликовая (Betula nana), фиалка верхоголая), чернозёмные виды (остролодочник волосистый (Oxytropis pilosa), дрок красильный (Genista tinctoria), стальника полевая (Ononis arvensis)), полупустынь (хруплявник полевой (Polycnemum arvense), козлобородника восточная (Tragopogon orientalis), полевичка малая (Eragrostis minor)), виды неотропической флоры (щирица (Amaranthus retroflexus), щитовник мужской (Dryopteris filix-mas)), палеотропические виды (альдраванда пухироватая (Aldrovanda vesiculosa), дербенник (Lythrum salicaria), череда трёхраздельная (Bidens tripartita)) и другие. Характерная особенность растительности Белоруссии — значительное количество таёжных растений, представителей широколиственных лесов Западной Европы и степей. Сохранились реликтовые растения межледниковых эпох (больше всего на Полесье).
Богаты видами семейства цветковых растений. Среди семейств наиболее широким видовым разнообразием выделяются островые (Asteraceae), мятликовые (Poaceae), осоковые (Cyperaceae), залозниковые (Scrophulariaceae), капустовые (Brassicaceae), зонтичные (Apiaceae), бобовые (Fabaceae). Наибольшие роды: осока (Carex), ястребок (Hieracium), крыничник (Veronica), ива (Salix), лапчатка (Potentilla). Преобладают травянистые растения — около 1400 видов. Древесных растений 104 вида (деревьев — 28, кустарников — 59, кустиков и полукустарников — 17). Из эфемеров растут Веснянка весенняя (Draba verna), мышехвостник маленький (Myosurus minimus), разухавидка Таля (Arabidopsis thaliana); из эфемероидов хохлатка (Corydalis), курослеп (Anemone), гусинный лук (Gagea); из сапрафитав — подъельник (Monotropa), гнездовик (Neottia), надбородник (Epipogium), ладьян (Corallorhiza); из полупаразитов — очанки (Euphrasia), дярега (Odontites), Званец (Rhinanthus), братавка (Melampyrum); из паразитов — тайник чешуйчатый (Lathraea squamaria), омелы белые (Viscum album), виды родов повитуха (Cuscuta) и заразиха (Orobanche); из насекомоядных растений — росянка (Drosera), альдраванда (Aldrovanda), тлущанка (Pinguicula), пузырчатка (Utricularia).
Насчитываются много интродуцированных видов деревьев, кустарников, травянистых пищевых и декоративных растений.
Приблизительно 250 видов флоры Белоруссии являются доминантами растительного покрова страны. Геоморфологические, почвенно-гидрологические и климатические условия определяют зональность растительности. Основные её типы в Белоруссии — лесная, луговая, болотная.

## Лесная растительность

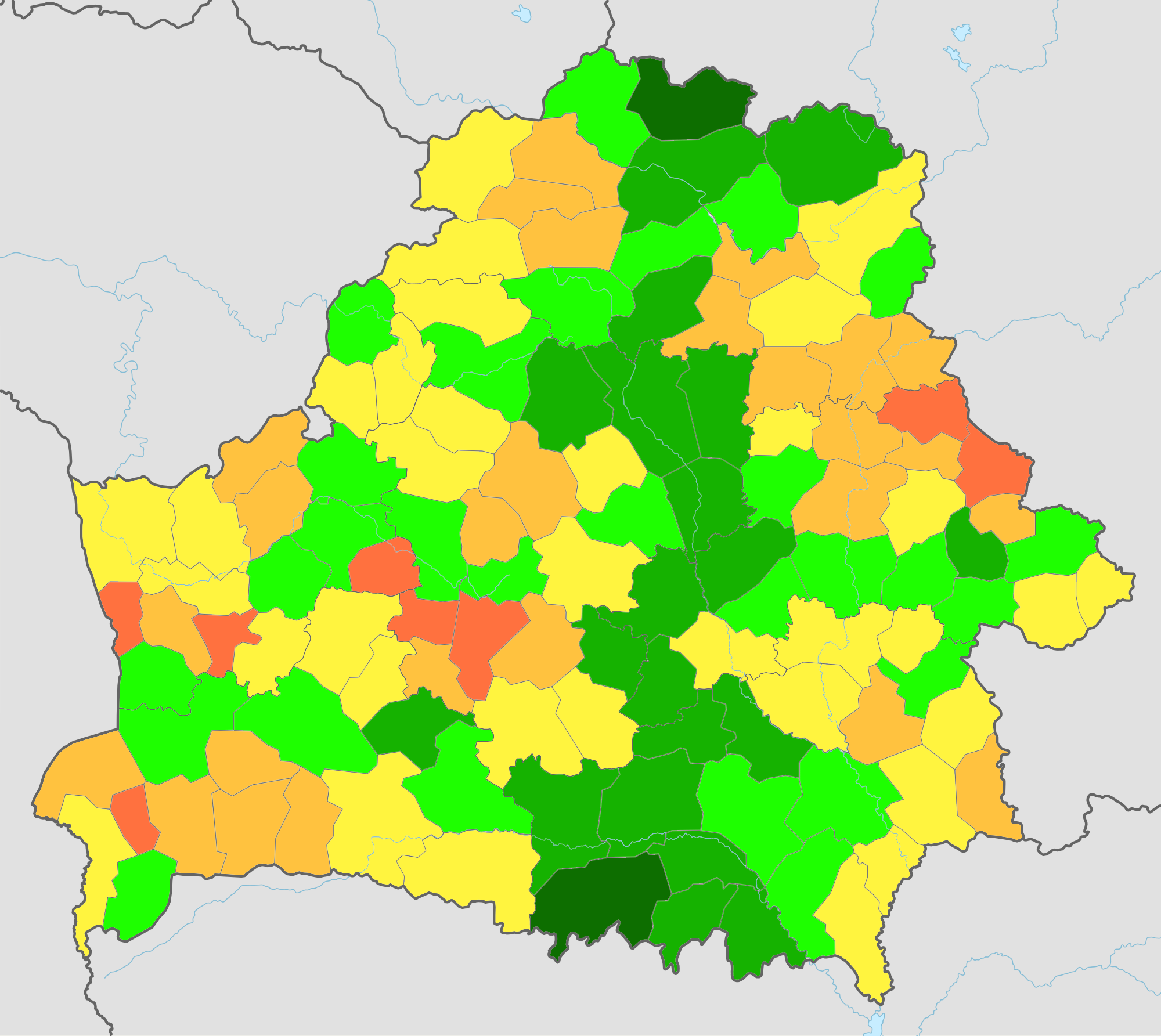
Доля лесной площади в районах Белоруссии.
больше 60%
50—60%
40—50%
30—40%
20—30%
менее 20%

Более 1/3 территории страны под лесами. Расположены они преимущественно на песчаных равнинах и заболоченных низинах. Крупных лесных массивов относительно мало, но нет и безлесных районов. Почти все леса в той или иной степени вырубались, восстанавливались преимущественно естественным путем, поэтому доля искусственно созданных лесов в Белоруссии относительно невысока.
Для Белоруссии типичны хвойные, мелколиственные и широколиственные леса. Ведущее место занимает сосна (Pinus) — около 60 % лесной площади, берёза (Betula) — около 20 %. Самая подробная лесная порода — сосна обыкновенная (Pinus sylvestris), она является одной из основных культур и для облесения непригодных для сельского хозяйства земель. Расширенный также ель европейская (Picea abies), берёза повислая (Betula pendula) и берёза пушистая (Betula pubescens), ольха чёрная (Alnus glutinosa) и ольха серая (Alnus incana), дуб обыкновенный (Quercus robur), ясень (Fraxinus), граб обыкновенный (Carpinus betulus) и др. Они образуют смешанные и чистые насаждения. Климатические, почвенные и орографические особенности различных регионов обусловливают зональность расширения лесов различных типов. С севера на юг восточноевропейские леса южнотаежного типа постепенно теряют бореальный вид и преображаются формациями западноевропейского типа.
На всей территории Белоруссии расширен различные типы боров. На низменностях с развитыми эвтрофные процессами болотосоздания (особенно на Полесье, Верхнеберезинской низине) большие площади под черноольховыми и пушистоберёзовыми лесами. На севере, где климат более холодный, более еловых лесов, дубрав мало; ель образует преимущественно монодоминантные массивы, на более плодородных почвах — широколиственно-еловые с небольшим количеством дуба и развитым подлеском из лещины. Характерен для северной Белоруссии сероольховые леса, которых в других зонах нет. Лесная растительность центральной части Белоруссии — своеобразный комплекс-сочетание хвойных лесов восточноевропейского и широколиственных лесов западноевропейского типов: по северным её районам проходит граница сплошного расширения граба, по южным — ели. На юге типичные широколиственные леса. Много грабовых дубрав, есть широколиственно-сосновые леса. Ельники чаще всего островные, это — сложные фитоценозные процессы с примесью дуба, граба, ясеня, чёрной ольхи, березы. На бывших вырубках, непригодных сельскохозяйственных землях по всей территории преобладают бородавчатоберёзовые леса, осинники главным образом на северо-востоке.

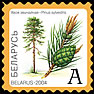
Сосна обыкновенная (Pinus sylvestris)
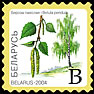
Берёза повислая (Betula pendula)
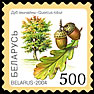
Дуб обыкновенный (Quercus robur)
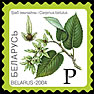
Граб обыкновенный (Carpinus betulus)

## Растительность болот
На болотах характер растительности зависит от водно-минерального питания, в её составе древесные и травянистые растения, мхи.
На безлесных массивах низинных болот севера Беларуси расширен разнотравно-осоковые, осоково-гипновые, злаковых-осоковые ассоциации. В центральных районах на пойменных травяных низинных болотах преобладают многосоковые и злаковых-осоковые ассоциации. Безлесных травяных низинных болот наиболее на юге — в Пинско-Припятским районе; типичные для них злаковых-многосоковые (в поймах рек) и осоково-гипновыя (на водоразделах) ассоциации, иногда преобладает тростник; в результате мелиоративных работ расширение тростникового-осоковые ассоциаций сократилось. Во всех зонах Белоруссии попадаются лесные низинные болота, на которых растут ольха чёрная (Alnus glutinosa), берёза пушистая (Betula pubescens), иногда ива (Salix).
Для верховых болот севера страны характерны хмызнячково-падвейно-сфагновые ассоциации растительности; на грядах — сосново-хмызнячково-сфагновые, в низинах — сфагновые ассоциации; на наиболее обводненных участках верховых болот попадаются Градовым-озёрные комплексы растительности. Высота сосновых древостоев — 2-8 м, на сильно выпуклых болотах сосняки ниже и более редкие. Растут подбела (Andromeda), клюква (Oxycoccus), багульник (Ledum), багновка (Empetrum), шейхцерия (Scheuchzeriaceae), росянка (Drosera). При передвижении на юг флористический состав растительных ассоциаций на верховых болотах меняется: исчезают виды, характерные для болот прибалтийского типа, растительность приобретает своеобразные для Полесья черты.
Переходным болотам присущи лесные и безлесные хмызнячково-осоково-сфагновые ассоциации, иногда выделяют сосново-багунова-сфагновые. Сосновый древостой высотой 12-15 м; обычный компонент растительности переходных болот — берёза пушистая (Betula pubescens), в некоторых ассоциациях попадается ель (Picea), много багульника (Ledum), голубики (Vaccinium uliginosum), восковика обычного (Myrica gale), ив (Salix). Кроме сфагновых (Sphagnopsida), расширен гипнавые мхи (Hypnaceae).

## Растительность лугов
В растительном покрове лугов Белоруссии более 200 видов растений. В травостое преобладают злаковые (тимофеевка луговая (Phleum pratense), ежа сборная (Dactylis glomerata), овсяница луговая (Festuca pratensis), лисохвост (Alopecurus), метлюжок (Poa) и др.), Расширен бобовые (клевер белый (Trifolium arvense), клевер красный (Trifolium pratense), чина луговая (Lathyrus pratensis), мышиный горошек (Vicia cracca), рутвица рогатый (Lotus corniculatus)), Асока (Carex) и многое разнотравье. Растительность заливных, низменных и сухопутных лугов определяется определённой специфичностью.

## Водная растительность
Водная растительность разнообразна. На реках, прудах и озёрах часто попадаются заросли кувшинок (Nymphaea), тростника (Phragmites), камыша (Scirpus). Тихие заводи рек зарастают ряской (Lemna), лягушатником (Hydrocharis). Везде растут элодея канадская (Elodea canadensis), рдесты (Potamogeton), стрелолист (Sagittaria) и другие водные растения. В толще воды и на дне водоёмов сотни видов водорослей.
Видовой состав растительных сообществ, формирующих ассоциации, формации и типы водной растительности, относят к различным таксономических категорий. В аквафлоры Белоруссии отмечено 260 видов высших растений и более 2 тыс. видов водорослей. Высшие водные растения, в состав которых включены и травянистые цветочные однодольные растения, анатомически и морфологически приспособлены к жизни в водной среде. Глубина местонахождения растительности (в среднем до 3—4, изредка до 6-10 м) зависит от прозрачности воды.
В прибрежной зоне растут Асока (Carex), сабельник болотный (Comarum palustre), цикута ядовитая (Cicuta virosa), аир обыкновенный (Acorus calamus), Копытник болотный (Calla palustris). В земноводных зоне (до глубины 0,5 м) попадаются Плющ ветвистый (Sparganium ramosum), сабельник трыпутникавы, стрелолист (Sagittaria), хвощ багнавы (Equisetum fluviatile), Рогоза (Typha), ирис (Iris). В зоне воздушно-водных растений (глубина водоема 1,5-2 м) находятся тростник (Phragmites), камыш озерный (Schoenoplectus lacustris), Рагозы (Typha), хвощи (Equisetopsida), манник водяной (Glyceria aquatica). В зоне растений с водоплавающими листьями (глубина 2-3 м) растут кувшинка жёлтый (Nuphar), кувшинка белая (Nymphaea alba), подсвекольником земноводных (Persicaria amphibia), рдест плавающий (Potamogeton natans). Зона широколиственных рдестав в водоемах с прозрачной водой достигает глубины 5 м. В зоне водных мхов и водорослей (глубина до 10 м, напр., Озеро Нарочь) образуются подводные луга из мхов (в основном фонтиналисов противопожарных (Fontinalis antipyretica)) и водорослей (преимущественно хоровых (Charophyta) — Хара (Chara), нителла (Nitella),нителопсис (Nitelopsis)).

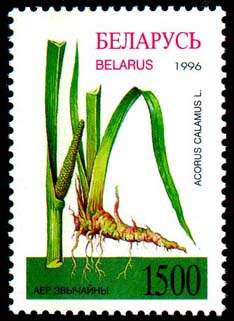
Аир обыкновенный (Acorus calamus)
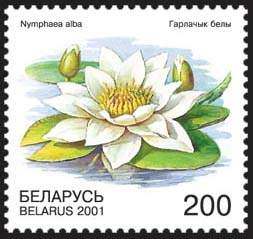
Кувшинка белая (Nymphaea alba)
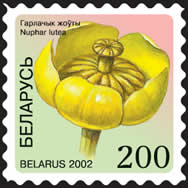
Кувшинка жёлтая (Nuphar lutea)
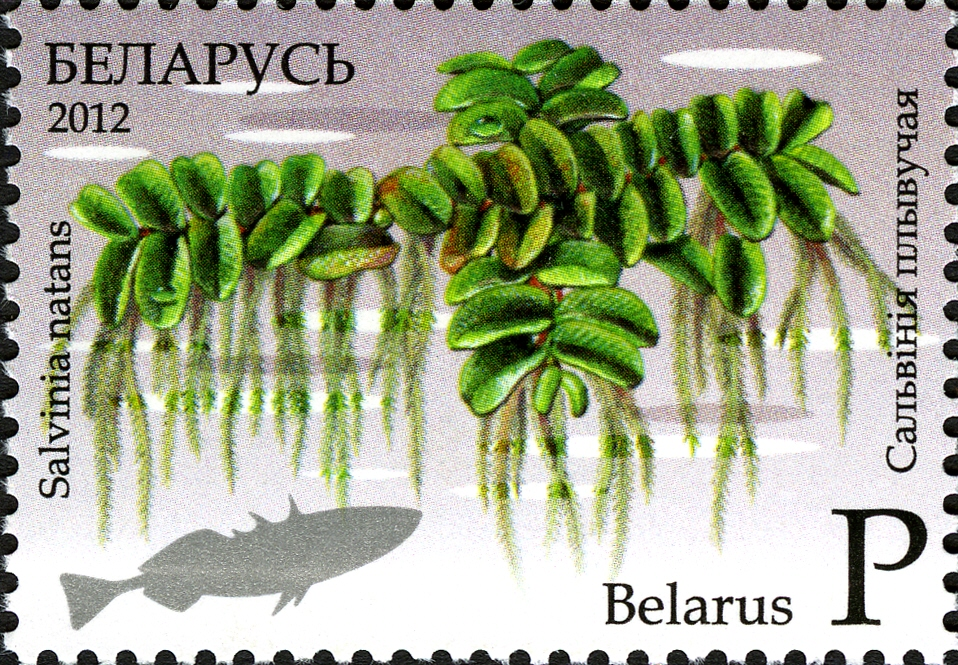
Сальвиния плавающая (Salvinia natans)

## Значение для человека
Культурная растительность занимает почти 1/3 территории. Почвенно-климатические условия Беларуси позволяют выращивать основные зерновые культуры, иметь хорошие сенокосы и пастбища. Объектами растениеводства являются также многие виды овощных, технических, зернобобовых, кормовых, плодовых культур. Растительная продукция сельского хозяйства — сырьё для пищевой, комбикормовой, льнообрабатывающей, спиртовой и других отраслей промышленности. Большое хозяйственное значение имеет и использование дикорастущей флоры. Сырьё для лесной промышленности даёт лес. Заготавливаются и потребляются дикорастущие ягоды, грибы, орехи. В растительном покрове много видов кормовых трав, лекарственных растений. Отдельные виды растений являются карантинными. В связи с развитием городов, промышленности, дорожного и мелиоративного строительства растительный мир Беларуси значительно изменился. За столетие исчезло около 70 видов растений, сокращается расширение некоторых видов. Чтобы уберечь виды, которые стали редкими или исчезают, осуществляется комплекс мероприятий по их охране. Созданы заповедники.